# Frank Keaney
Frank W. Keaney, detto Menty (Boston, 5 giugno 1886 – Wakefield, 10 ottobre 1967), è stato un allenatore di pallacanestro statunitense, membro del Naismith Memorial Basketball Hall of Fame dal 1960.
Fu tra i pionieri della pallacanestro, e primo a sviluppare la "Run and Shoot Offense".